# Christian Sinding
Christian August Sinding (Kongsberg, 11 gennaio 1856 – Oslo, 3 dicembre 1941) è stato un compositore norvegese.

## Biografia
Dopo aver studiato negli anni della prima età il violino e il pianoforte, compì più regolari corsi di studio presso il Conservatorio di Lipsia, perfezionandosi poi a Berlino, Dresda e Monaco.
Rivelato all'attenzione del mondo musicale da un Quintetto che aveva entusiasmato Čajkovskij, Sinding si dedicò alla composizione, accogliendo spesso nella musica le tradizioni del suo Paese.
Autore di preziose pagine sinfoniche, da camera e vocali, sopravvisse al suo tempo con un pezzo pianistico esile ma felice, il Mormorio di Primavera, risalente al 1893 e diffuso in numerosissime trascrizioni.
Del resto proprio nella musica da camera, vocale (ben duecento liriche per canto e pianoforte) e strumentale, incentrata sul breve respiro melodico e sostenuto da personali tessiture armoniche, è da ricercare il momento più vivo della sua arte.